# Вольное (Криничанский район)
Вольное (укр. Вільне) — село, Божедаровский поселковый совет, Криничанский район, Днепропетровская область, Украина.
Код КОАТУУ — 1222055702. Население по переписи 2001 года составляло 448 человек.

## Географическое положение
Село Вольное примыкает к пгт Божедаровка, на расстоянии в 1 км находится село Алексеевка.
Через село проходит автомобильная дорога Т-0433, рядом проходит железная дорога, станция Божедаровка в 1,5 км.